# ミハ・ツハカヤ
ミハイル・“ミハ”・グリゴリエヴィチ・ツハカヤ（ロシア語: Михаи́л (Миха) Григо́рьевич Цхака́я、1865年5月4日 - 1950年3月19日）、民族名ミヘイル・“ミハ”・グリゴリス・ゼ・ツハカイア（グルジア語: მიხეილ (მიხა) გრიგოლის ძე ცხაკაია）は、グルジア人の革命家・政治家。バルソフ (Барсов)、グルゲン (Гурген)、レオーノフ (Леонов) といった党名も持つ。

## 生涯

### 前半生
1865年5月4日（ユリウス暦4月22日）、ロシア帝国クタイス県フンツィ 
(ka) で司祭の家庭に生まれた。クタイス神学校を卒業してチフリス神学校に進むも、社会主義思想を宣伝したことにより1866年に放校された。その後はチフリス、バトゥムやクタイスで革命活動に従事し、1892年末から翌1893年初頭にグルジア最初の社会民主主義組織「メサメ・ダシ」の創立に関わった。1897年から5年間はカフカースを追放され、翌1898年にロシア社会民主労働党に入党してエカテリノスラフの党委員会で働いた。『ユージヌィー・ラボーチー』紙の編集にも関わったが、1900年7月に逮捕され、1902年2月まで収監された。
1903年3月から党カフカース同盟委員会の指導者の一人となり、1905年の第3回党大会にも出席（この時、ツハカヤは40歳で最古参の代表だった）。同年10月にはサンクトペテルブルク・ソビエトで活動し、翌11月にはバクー・ソビエトの組織者の一人ともなった。この頃にツハカヤは若きヨシフ・スターリンと出会い、その「地域主義的偏向」を理由に党を除名されかかっていたスターリンを擁護し、彼を除名から救っている。以降スターリンはツハカヤに敬意を抱くようになり、翌1906年にスターリンとエカテリーナ・スヴァニゼが結婚した際は、ツハカヤも新郎側証人として式に出席した。同年にはチフリス労組センター創立者となったが、再逮捕され翌1907年にジュネーヴへ亡命した。同年ロンドンでの第5回党大会およびシュトゥットガルトでの第二インターナショナル第7回大会にも出席している。
1917年4月にウラジーミル・レーニンが封印列車でスイスからロシアへ戻った際に、その列車に同乗してツハカヤもロシアへ帰還した。フィリップ・マハラゼとともに『カフカースキー・ラボーチー』(ka)・『ブロゾラス』各紙を編集し、4月の第7回党全ロシア会議 (ru) にも出席。翌5月からカフカース地方ソビエト成員、10月からボリシェヴィキ・カフカース地方委メンバーおよび議長、1917年から1920年までチフリス委メンバーを務めたが、1919年6月から翌1920年5月まではグルジア民主共和国のメンシェヴィキ政権によって投獄された。

### 革命後
1920年5月からグルジア共産党中央委メンバー、同年8月から翌1921年6月まではコミンテルン執行委メンバー、翌7月から1922年11月までは執行委メンバー候補を務め、また1921年から1922年まではロシア社会主義連邦ソビエト共和国人民委員会議駐在グルジア社会主義ソビエト共和国全権代表でもあった。1923年1月から1931年まではザカフカース社会主義連邦ソビエト共和国中執委議長および全グルジア中執委議長、1923年から翌1924年1月4日まではグルジア共和国人民委員会議議長も務めた。
また、ボリシェヴィキ党大会には第10回、第11回、第13回、第15回から第17回まで、コミンテルン大会には第2回から第7回まで、ソビエト連邦最高会議には第1期から第3期まで出席し、連邦中執委幹部会メンバーでもあった。1928年9月から1943年5月までコミンテルン国際統制委員会メンバーを務め、1944年8月には長年の党と国家への貢献および80歳を迎えることを称して、レーニン勲章を授与された。
その後、ツハカヤは1950年3月19日にモスクワで死去し、トビリシのムタツミンダ・パンテオンへ葬られた。グルジアの都市セナキは、1933年から1989年までツハカヤを記念して「ミハ・ツハカヤ」および「ツハカヤ」と呼ばれた。しかし、ツハカヤの遺体はフィリップ・マハラゼ、シリヴェストル・トドリヤとともに、1989年末にフダドフの森 (ka) に改葬された。